# Charles-Alexandre Dubé
Ne doit pas être confondu avec Charles Dubé.
Charles-Alexandre Dubé est un acteur de cinéma et de télévision et un comédien de théâtre québécois.

## Biographie

### Jeunesse et éducation
Charles-Alexandre Dubé est originaire du Québec et grandit sur l'île d'Orléans.
Il obtient son diplôme du Conservatoire d’art dramatique de Montréal en 2010,.

### Carrière
Charles-Alexandre Dubé commence sa carrière à la télévision dans des séries telles que Penthouse 5-0, 19-2, Toute la vérité et O', rôle pour lequel il obtient sa première nomination aux Prix Gémeaux dans la catégorie « Meilleur rôle de soutien masculin : téléroman »,. Il perce ensuite au cinéma dans les films Starbuck et Décharge avant d'obtenir son premier rôle principal dans le film Liverpool, sorti en 2012.
En 2019, il obtient le rôle principal de la mini-série Les Bogues de la vie diffusée sur le réseau Radio-Canada et où il donne la réplique à Charlotte Aubin. Pour ce rôle, il obtient une nomination aux Prix Gémeaux dans la catégorie « Meilleur premier rôle masculin - Comédie ».
La même année, il obtient le rôle de Dominic Lacroix, l'un des rôles principaux de la série Alerte Amber pendant 10 épisodes, rôle qu'il reprend dans la série dérivée Alertes à partir de 2021. Son rôle dans la série est reconduit en 2023 pour une troisième saison et pour une quatrième saison en 2024,,. Il obtient également une nomination aux Prix Gémeaux dans la catégorie « Meilleur premier rôle masculin - Série dramatique annuelle » en 2021 pour ce rôle.
Parallèlement à sa carrière au cinéma et à la télévision, Charles-Alexandre Dubé est également comédien de théâtre, jouant notamment dans l'adaptation québécoise en comédie musicale du film Les Choristes en 2018 ou le rôle principal de Claude dans la version de 2021 de la pièce Le vrai monde ?,.

### Vie privée
Charles-Alexandre Dubé et sa compagne Alexa Ahooja annoncent leurs fiançailles en 2021, et attendre leur premier enfant en 2022.

## Filmographie
Sauf indication contraire, les informations mentionnées dans cette section peuvent être confirmées par la base de données cinématographiques IMDb,  présente dans la section « Liens externes ».

### Cinéma
- 2011 : Starbuck : Jeune commis
- 2011 : Décharge : Pierre Dalpé (à 17 ans)
- 2012 : Liverpool : Thomas
- 2013 : La Maison du pêcheur : Francis Simard
- 2014 : Le Vrai du faux : Antoine Lavassani
- 2014 : Qu'est-ce qu'on fait ici ? : Simon
- 2016 : Père fils thérapie : Aldo

### Télévision
- 2011 : Penthouse 5-0 (2 épisodes) : Christophe
- 2011 : 19-2 (1 épisode) : Daviault
- 2011 : Toute la vérité (1 épisode) : Sacha Bédard
- 2012-?? : O' (?? épisodes) : ??
- 2013–2016 : Unité 9 (8 épisodes) : Jasmin Chartrand
- 2014 : Agent Secret (1 épisode) : Cédric Nipch
- 2015 : Mensonges (1 épisode) : Antonin Boudreau
- 2015 : Les pêcheurs (1 épisode) : Fils d'André Ducharme
- 2016 : L'Imposteur (6 épisodes) : Ariel
- 2019 : Appelle-moi si tu meurs (4 épisodes) : Joey
- 2019 : Alerte Amber (10 épisodes) : Dominic Lacroix
- 2019 : Les Bogues de la vie (10 épisodes) : Elliott (rôle principal)
- Depuis 2021 : Alertes (36 épisodes) : Dominic Lacroix (distribution principale)
- 2022 : Sans rendez-vous (1 épisode) : Aragorn Elfe

### Théâtre
- 2021 : Les Choristes
- 2021 : Le vrai monde ? : Claude (rôle principal)

## Distinctions

### Nominations
- Prix Gémeaux :
  - 2012 : Meilleur rôle de soutien masculin : téléroman pour son rôle dans O’[2],[15]
  - 2019 : Meilleur premier rôle masculin - Comédie pour son rôle dans Les Bogues de la vie[5]
  - 2021 : Meilleur premier rôle masculin - Série dramatique annuelle pour son rôle dans Alertes[9]